# رايس: سن أوف روم
رايس: ابن روما (بالإنجليزية: Ryse: Son of Rome) هي لعبة فيديو من نوع أكشن-مغامرات تم تطويرها من قبل الاستديو الألماني كرايتيك ونشرت بواسطة مايكروسوفت جيم ستوديوز حصرياً على إكس بوكس ون كلعبة إطلاق. كان أول يوم لصدور اللعبة هو 22/11/2013.
اللعبة تركز على جنرال روماني يدعى ماريوس تيتوس (Marius Titus). ستتضمن اللعبة العمل مع المشاة الرومان بإعطائهم الأوامر وكذلك تنفيذ حركات quick time event في القتال. اللعبة هي فانتازيا تاريخية تقع عالم بديل غير دقيق تاريخيا سواء في القصة أو الأسلحة والتكتيكات المبينة. القصة تتبع ماريوس تيتوس من طفولته حتى يصبح قائداً في الجيش الروماني. وصفت القصة بأنها «حكاية ملحمية من الانتقام تمتد طوال عمر بكامله». اللاعبون يتحكمون بماريوس عن طريق يد التحكم، بينما يتحكمون بفيلقه عن طريق الأوامر الصوتية بواسطة كنيكت.

## روابط خارجية
- رايس: سن أوف روم على موقع IMDb (الإنجليزية)